# Stojan Zagorczinow
Stojan Zagorczinow (ur. 3 grudnia 1889 w Płowdiwie, zm. 31 stycznia 1969 w Sofii) – bułgarski pisarz. 
Modyfikował powieść historyczną, sięgając do etyki modernistycznej (Legenda o świętej Sofii 1926, wyd. pol. 1975), wprowadził archaiczną i ludową stylizację w trylogii Den posleden, den gospoden (1931–1934), będącej panoramą życia duchowego i społeczno-politycznego Bułgarów przed aneksją turecką. Do innych ważnych dzieł Zagorczinowa zaliczają się także powieść Bojanskijat majstor (1948) oraz wspomnienia Edin żiwot w sjanka (1966).